# Malukui szalonka
A malukai szalonka (Scolopax rochussenii) a madarak osztályának lilealakúak (Charadriiformes) rendjébe, ezen belül a szalonkafélék (Scolopacidae) családjába tartozó faj.

## Rendszerezése
A fajt Hermann Schlegel német ornitológus írta le 1866-ban. Magyar neve megerősítésre szorul, lehet, hogy az angol név tükörfordítása (Moluccan Woodcock).

## Előfordulása
Indonéziában, a Maluku-szigetek területén honos. Természetes élőhelyei a szubtrópusi vagy trópusi hegyi esőerdők. Állandó, nem vonuló faj.

## Megjelenése
Testhossza 32-40 centiméter.

## Természetvédelmi helyzete
Az elterjedési területe kicsi és a fakitermelés miatt még csökken is, egyedszáma 10000-19999 példány közötti és csökken.  A Természetvédelmi Világszövetség Vörös listáján veszélyeztetett fajként szerepel.